# بني عتب (المحابشة)

تعديل مصدري - تعديل

بني عتب هي إحدى قرى عزلة حجر بمديرية المحابشة التابعة لمحافظة حجة، بلغ تعداد سكانها 802 نسمة حسب تعداد اليمن لعام 2004.